# Antenore Cuel
Antenore Cuel (* 27. März 1922 in Folgaria; † 21. Februar 2018) war ein in den 1950er-Jahren aktiver italienischer Skilangläufer.
Bei den Olympischen Winterspielen 1948 war er als Soldat Teilnehmer der italienischen Mannschaft beim Demonstrationsbewerb Militärpatrouillenlauf und erreichte zusammen mit Costanzo Picco, Giacinto De Cassan und Aristide Compagnoni den vierten Platz. Bei den Olympischen Winterspielen 1952 in Oslo erreichte er beim 50-km-Skilanglauf den 19. Platz.